# Željko Hegedušić
Željko Hegedušić (Tuzla, 22. srpnja 1906. – Zagreb, 8. travnja 2004.), hrvatski slikar, grafičar i likovni pedagog.

## Životopis
Brat slikara i grafičara Krste. Nakon smrti oca (1909.g.) njegova majka se s djecom vraća u Hlebine. Pučku školu i realnu gimnaziju, polazi u Zagrebu., 1906. 
Diplomirao je na Akademiji u Zagrebu 1930. u klasi V.Becić 1930. – 1931. nastavio studij slikarstva u Parizu. Od godine 1932. – 1933. radi kao profesor crtanja na gimnaziji u Zagrebu, a od 1933. – 1939. u Srijemskoj Mitrovici, te ponovo od 1939. – 1950. u Zagrebu. Nakon rata, od 1950. – 1955. predaje na Akademiji primijenjenih umjetnosti u Zagrebu. 
Prvi put se pojavljuje pred likovnom publikom, kao gost na izložbi grupe Zemlja 1932. Od godine 1936. do 1939. sudjeluje na izložbama Grupe hrvatskih umjetnika. Već u početku svog rada Hegedušić ostvaruje individualan i koherentan izraz. 
Prvi u Hrvatskoj je napravio, čisti nadrealistički crtež. Svoj likovni jezik formirao je u Parizu, u dodiru s tada aktualnim purizmom (A. Ozenfant) i metafizičko-nadrealističkim slikarstvom (J. Lurcat). 
Njegova slikarska poetika zasnovana je na čistoj, svijetloj boji i sumarnom crtežu, plošnim oblicima u slobodnom prostoru. Slika vedute provincijskih gradića i vlastiti život viđen ironiničnim očima umjetnika (Parobrodarska ulica, 1934.; motiv iz Sremske Mitrovice, 1934.; Na pustom trgu, 1935.). 
Od 1950-ih godina služi se grafičkim i kombiniranim slikarskim tehnikama. Njegovo slikarstvo sve je više nadrealističko, motivi su mu ludički, u širokom rasponu doživaljaja od tragičnoga do lirskoga.
Samostalno je izlagao u Zagrebu (1959., 1971., 1976., 1979.), Stockholmu (1964.), Splitu (1969.), Šibeniku (1969.), Zrenjaninu (1970.) i Koprivnici (1981.). 